# Wolf Wilhelm von Baudissin

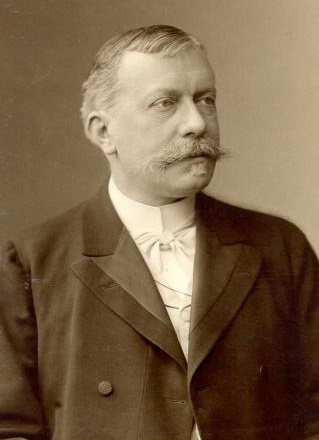
Graf Baudissin

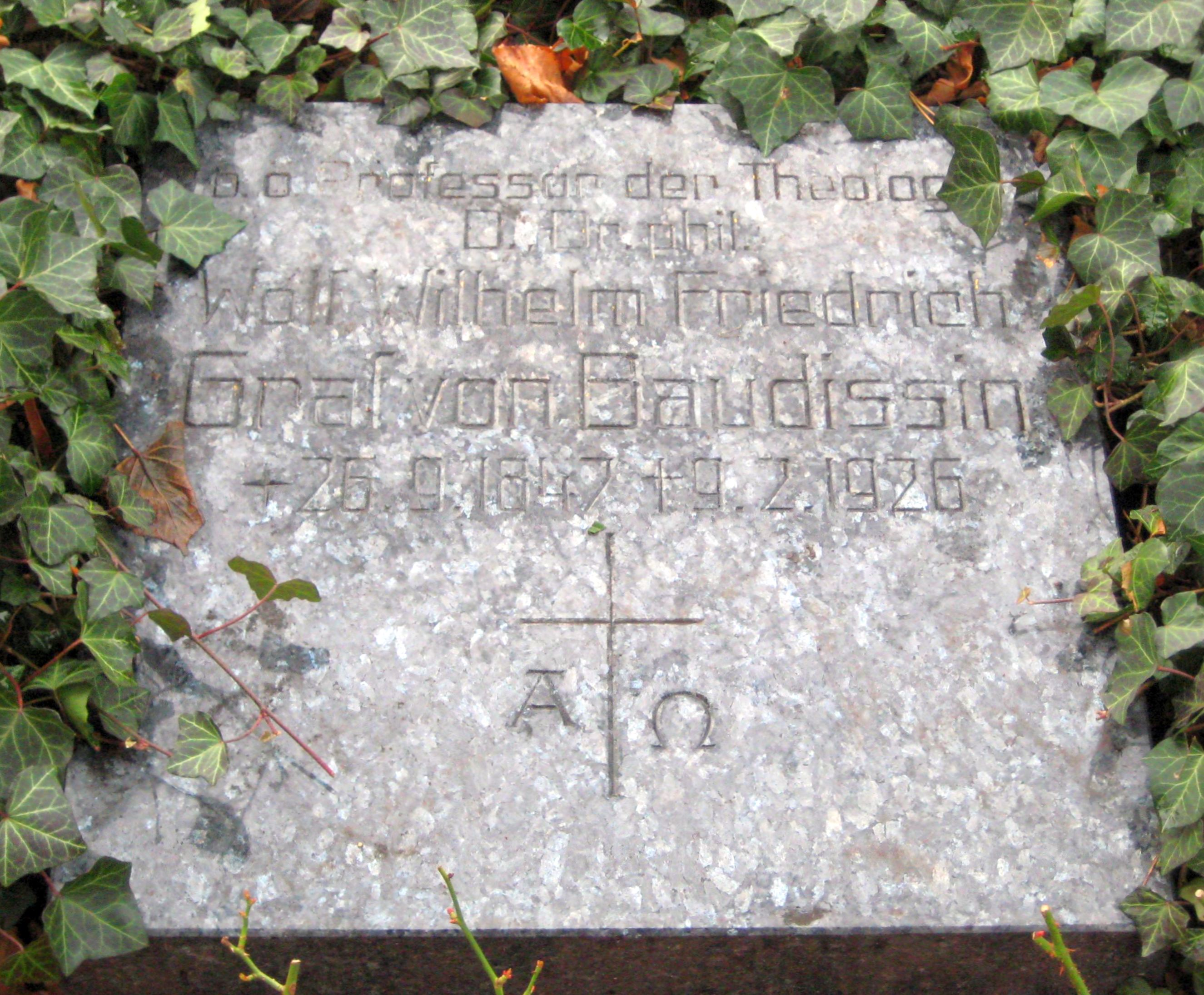
Restitutionsgrabstein auf dem Invalidenfriedhof Berlin

Wolf Wilhelm Graf von Baudissin (* 26. September 1847 auf Gut Sophienhof, Herzogtum Holstein; † 6. Februar 1926 in Berlin) war ein deutscher evangelisch-lutherischer Theologe und Hochschullehrer. Baudissin war ein akademischer Schüler des Alttestamentlers Franz Delitzsch und des Orientalisten Heinrich Leberecht Fleischer und wurde bekannt durch seine religionsgeschichtlichen Forschungen.

## Leben
Baudissin studierte von 1866 bis 1872 Theologie und Orientalistik an der Friedrich-Alexander-Universität Erlangen, der Ruprecht-Karls-Universität Heidelberg, der Friedrich-Wilhelms-Universität Berlin, der Universität Leipzig und der Christian-Albrechts-Universität Kiel. Er promovierte 1870 in Leipzig zum Dr. phil. und 1874 zum Lizentiaten der Theologie. Er habilitierte sich für alttestamentliche Wissenschaft.
Die Kaiser-Wilhelms-Universität Straßburg berief ihn 1876 als außerordentlichen und 1880 als ordentlichen Professor. 1881 wechselte er an die Philipps-Universität Marburg, die ihn 1893/94 zum Rektor wählte. Von 1900 bis 1921 lehrte er schließlich in Berlin. 1912/13 war er Rektor der Friedrich-Wilhelms-Universität zu Berlin.
Wolf Wilhelm von Baudissin wurde auf dem Invalidenfriedhof Berlin beigesetzt.

## Werk
Mit seiner 1874 in lateinischer Sprache vorgelegten Lizentiaten-Dissertation über die Verehrung JHWHs und Molochs hatte Baudissin sein Thema gefunden: die israelitisch-jüdische und semitische Religionsgeschichte. Seine gründliche semitistische Ausbildung ermöglichte es ihm, Texte in allen semitischen Sprachen im Original zu lesen (akkadische in Umschrift); wortgeschichtliche Untersuchungen geben Baudissins Arbeiten ihr besonderes Gepräge.
In der Text- und Literarkritik des Alten Testaments gehörte Baudissin nach Einschätzung von Rudolf Smend zu den konservativen Theologen, welche die Einsichten von Julius Wellhausen „über kurz oder lang übernahmen.“ Otto Eißfeldt verweist darauf, dass Baudissin exegetische Fragen stets als Mittel für die religionsgeschichtliche Forschung nutzte. Obwohl er als Professor für Altes Testament Vorlesungen über biblische Bücher zu halten hatte, publizierte er nicht darüber. Eine Sonderstellung hat Baudissins Einleitung in die Bücher des Alten Testaments (1901), die allerdings wenig rezipiert wurde. Baudissin zeigte darin eine „Aufgeschlossenheit für die Graf-Wellhausen’sche Pentateuch-Hypothese“, kam aber im Einzelnen zu anderen Ergebnissen. So fand er im Pentateuch und in den Psalmen relativ viel vorexilisches Gut. Baudissin hatte in Die Geschichte des alttestamentlichen Priestertums 1889 die These vertreten, der Priesterkodex sei nicht exilisch oder nachexilisch, wie die Wellhausen-Schule dies annahm, sondern spätvorexilisch. Doch davon rückte er immer mehr ab, um sich der von ihm ursprünglich abgelehnten Ansicht Wellhausens anzunähern. Baudissin hielt nur daran fest, dass im Priesterkodex älteres Gut enthalten sei. Seine abschließende Meinung zum Thema legte er in Die alttestamentliche Wissenschaft und die Religionsgeschichte 1912 dar: Es könne „nicht mehr in Abrede gestellt werden, daß das große Kultgesetz erst von der Zeit Esra’s an das Gesetzbuch war, das für den Umfang der ganzen jüdischen Nationalität, die erst von da an existierende jüdische Gesamtgemeinde, bindende Autorität besaß.“

## Familie
Er gehörte zu dem ursprünglich aus der Oberlausitz stammenden, im Dreißigjährigen Krieg nach Schleswig-Holstein gekommenen Adelsgeschlecht Baudissin. Er ist ein Enkel von Carl Ludwig von Baudissin und damit Neffe von Wolf Heinrich sowie Otto Friedrich Magnus von Baudissin. Er hatte zahlreiche bekannte Cousins zweiten Grades, darunter Eduard, Traugott und Ulrich von Baudissin.

## Abstammung
|  |                                        |  |  |  |  |  |  |  |  |  |  |  |  |  |  |  |
|  | Carl Ludwig von Baudissin (1756–1814)  |  |  |  |  |  |  |  |  |  |  |  |  |  |  |  |
|  |                                        |  |  |  |  |  |  |  |  |  |  |  |  |  |  |  |
|  |                                        |  |  |  |  |  |  |  |  |  |  |  |  |  |  |  |
|  | Hermann von Baudissin (1798–1891)      |  |  |  |  |  |  |  |  |  |  |  |  |  |  |  |
|  |                                        |  |  |  |  |  |  |  |  |  |  |  |  |  |  |  |
|  |                                        |  |  |  |  |  |  |  |  |  |  |  |  |  |  |  |
|  | Sophie von der Nath (1764–1828)        |  |  |  |  |  |  |  |  |  |  |  |  |  |  |  |
|  |                                        |  |  |  |  |  |  |  |  |  |  |  |  |  |  |  |
|  |                                        |  |  |  |  |  |  |  |  |  |  |  |  |  |  |  |
|  | Wolf Wilhelm von Baudissin (1847–1926) |  |  |  |  |  |  |  |  |  |  |  |  |  |  |  |
|  |                                        |  |  |  |  |  |  |  |  |  |  |  |  |  |  |  |
|  |                                        |  |  |  |  |  |  |  |  |  |  |  |  |  |  |  |
|  | Ida Kohl (1814–1888)                   |  |  |  |  |  |  |  |  |  |  |  |  |  |  |  |
|  |                                        |  |  |  |  |  |  |  |  |  |  |  |  |  |  |  |
|  |                                        |  |  |  |  |  |  |  |  |  |  |  |  |  |  |  |